# Hanns Tschira
Hanns Theodor Tschira (* 17. August 1899 in Mülhausen, Reichsland Elsaß-Lothringen; † 23. August 1957 in Baden-Baden) war ein Bord-, Porträt- und  Pressefotograf des 20. Jahrhunderts.

## Leben
Hanns Tschira wurde als Sohn des badischen Hoffotografen Karl Konrad Tschira und dessen Frau Ernestine Friederike (geb. Eichin) geboren. Sein Großvater Carl Christian Tschira hatte den Titel eines großherzoglich-badischen und des königlich-sächsischen Hoffotografen erworben. Der Stammsitz des fotografischen Ateliers in Familienbesitz war seit 1868 die Stadt Lörrach im Südwesten von Baden.
Nach dem frühen Tod des Vaters Karl Konrad Tschira mit nur 42 Jahren im Jahr 1911 übernahm zunächst die Mutter Ernestine Friederike Tschira die alleinige Führung des Betriebs in Lörrach, bevor Hanns Tschira im Alter von 16 Jahren gleich nach seinem Schulabschluss im Jahr 1915 in das elterliche Geschäft eintrat und der Mutter als Porträt- und Pressefotograf zur Seite stand. Nach Erreichen der Volljährigkeit im Jahr 1920 wurde Hanns Tschira der Inhaber des Familienunternehmens und leitete es bis 1927.

### Bordfotograf auf derBremen
Im Jahr 1927 übersiedelte Hanns Tschira nach Bremen und nahm eine Tätigkeit als Bordfotograf des Norddeutschen Lloyd, überwiegend auf der Bremen und der Columbus, auf. Er widmete sich nicht nur seinem Borddienst, der darin bestand, Fotos der Passagiere, der festlichen Diners etc. anzufertigen, sondern machte gekonnte Milieustudien in Nord- und Südamerika. Seine Fotos, speziell von New York, sind Legende und zierten damals zahlreiche Magazine und Zeitschriften. Die Filmgrößen Deutschlands und der USA, darunter Marlene Dietrich, hatte Tschira mehrfach vor der Linse.
Bereits in den frühen 1930er-Jahren veröffentlichte Tschira seine Fotos auch in Zeitschriften, die als dezidiert nationalsozialistisch galten. Parteimitglied wurde er jedoch auch nach 1933 nicht; eine Mitgliedschaft in der NSDAP konnte jedenfalls bisher nicht nachgewiesen werden. Größere Bekanntheit erreicht Hanns Tschira dennoch kurz nach dem Beginn des Zweiten Weltkrieges.

### Die letzte Fahrt derBremen
Hintergrund war die – wie sich bald nach der Überquerung des Atlantiks herausstellen sollte – letzte Fahrt der Bremen Mitte August 1939 von Bremerhaven nach New York. Obwohl die US-Behörden allerlei unternahmen, um das Schiff in New York festzuhalten, gelang es dem Kapitän und seiner Mannschaft am 30. August 1939 abzulegen. Nach Kriegsausbruch am 1. September 1939 wurde die Bremen nach Murmansk beordert, wo sie rund drei Monate lag. Am 10. Dezember 1939 lichtete die Bremen den Anker und lief Richtung Deutschland aus. Dank ihres inzwischen angebrachten Tarnanstrichs und dichten Nebels gelang es dem Schiff, die englische Blockade in der Nordsee zu durchbrechen und den Heimathafen Bremerhaven zu erreichen. Kapitän Adolf Ahrens veröffentlichte das Buch Die Siegesfahrt der „Bremen“. Die von der NS-Propaganda gefeierte Rückkehr der Bremen nutzte auch Bordfotograf Tschira und veröffentlichte seinerseits 1940 das erfolgreiche Buch Die Bremen kehrt heim, das in seinem Untertitel Deutscher Seemannsgeist und deutsche Kameradschaft retten ein Schiff den Zeitgeist spiegelte.

### Berliner Kriegsjahre und Umzug nach Lübchen
Im selben Jahr 1940 zog Hanns Tschira wegen der günstigeren Auftragslage aus Bremen nach Berlin-Charlottenburg in die Wielandstraße und verkaufte dort über das neu gegründete Unternehmen Tschira-Bilderdienst zunächst seine Reisefotos. Die NS-Propaganda benötigte eine große Menge an Bildern. Tschiras Firma wuchs rasch.
Ende 1942 verlegte er sein Unternehmen nach Berlin-Steglitz und beschäftigte dort rund 20 Angestellte. Sein Bilderdienst, der auch zahlreiche freie Fotografen vertrat, verschickte zeitweise bis zu 20.000 Abzüge pro Monat. Die Aufnahmen erschienen unter anderem in Illustrierten der deutschen Besatzungsgebiete. Mit der Kamera wurden die Ideologie und die Gebietsansprüche des Regimes untermauert. Tatsachen wie Zwangsarbeit verharmloste Tschira durch seine Bildkompositionen, unterhaltende Motive verschleierten die Realität.
1943 wurden Hanns Tschiras Wohnung und Betrieb in der Breiten Straße in Steglitz bei einem Bombenangriff zerstört. Das Bezirksamt evakuierte den als kriegswichtig eingestuften Betrieb ins niederschlesische Lübchen. Viele seiner Mitarbeiterinnen und Mitarbeiter folgen ihm dorthin. In Lübchen im Kreis Guhrau führte er den Bilderdienst mit 14 Personen fort, darunter drei Zwangsarbeiter.
Tschira profitierte in Kriegszeiten von einem lukrativen Auftrag des Propagandaministeriums aus dem Februar 1943, laufend Bildreportagen zu liefern. Seine gefälligen Fotos halfen, die Realität von Diktatur, Besatzung, Zwangsarbeit und Verfolgung im In- und Ausland zu verschleiern. Der Tschira-Bilderdienst gestaltete den „schönen Schein“ des Dritten Reiches und erfreute damit den nationalsozialistischen Staat. Als Lieferant für das Propagandaministerium erhielt die Agentur selbst gegen Kriegsende noch bevorzugt Fotomaterial und -papier.

### Flucht aus Lübchen: der Treck
Mitten im strengen Winter machte sich Hanns Tschira am 21. Januar 1945 mit einem Großteil der Bewohner des Dörfchens Lübchen auf den Treck gen Westen. Diese sehr spät erst von den lokalen Behörden angeordnete Evakuierung der schlesischen Bevölkerung vor der anrückenden Sowjetarmee und für zwei Dorfbewohner tödlich endende Flucht zu Fuß und mit Pferdefuhrwerken dokumentierte er mit zahlreichen Fotografien, von denen rund 90 in einem Bildband aus dem Jahr 2004 dokumentiert sind. Erstmals zeigt das Dokumentationszentrum Flucht, Vertreibung, Versöhnung 2025/26 in der Sonderausstellung Der Treck. Fotografien einer Flucht 1945 alle 140 überlieferten Fotos.

### Rückkehr nach Baden
Für die meisten Lübchener endete der Treck in Neuoelsnitz im Erzgebirge. Hanns Tschira hingegen kehrte mit seiner Familie und seinen Mitarbeitern in seine süddeutsche Heimat zurück, zunächst nach Allensbach. 1947 ließ er sich mit seiner Familie in Baden-Baden nieder, dem Ort einer der früheren Niederlassungen des Fotoateliers Tschira. Neben seinem Porträtatelier unterhielt Tschira eine Agentur für Werbe- und Reportagenfotografie. Gleichzeitig war er Hausfotograf des Theaters Baden-Baden und des badischen Landesstudios des späteren SWR. Viele Jahre lang eröffnete der Sender Baden-Baden seine Übertragungen mit der Aufnahme des Brunnens im Kurpark, einem Motiv, das von Hanns Tschira stammte.

### Tod und Nachleben
Hanns Tschira war seit 1922 mit Johanna geb. Herbster verheiratet. Aus der Ehe gingen fünf Kinder hervor. Am 23. August 1957 verstarb Tschira plötzlich und unerwartet und wurde in Baden-Baden beigesetzt.
2003 erwarb das Deutsche Schifffahrtsmuseum in Bremerhaven die Bordfotografie-Archivteile (zirka 55.000 Negative und Diapositive aus der Zeit 1927–1939) sowie 850 private Fotoalben mit Bildmaterial aus dem Nachlass Hanns Tschira. Das verbleibende Archiv (Fotos aus den Beständen der Agenturen Tschira-Bilderdienst, Interphot, Euraphot) mit zirka 50.000 weiteren Negativen, vielen Abzügen, Dokumenten und rund 25 Kladden mit Belegexemplaren befindet sich in privater Hand.